# Fuerte Bragg

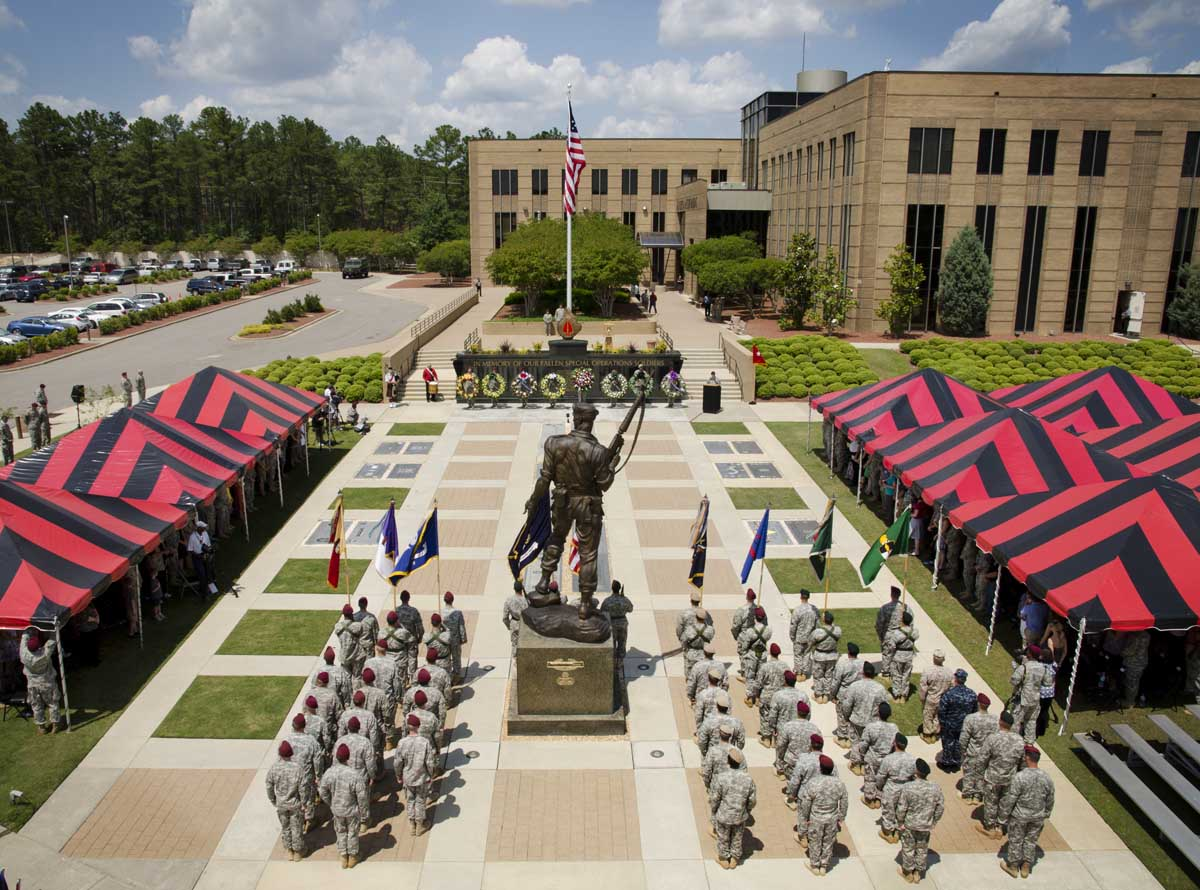
USASOC Memorial Plaza

El fuerte Bragg, conocido en inglés por su nombre oficial de Fort Bragg, es una base militar del Ejército de los Estados Unidos situada en Carolina del Norte. Es una de las instalaciones militares más grandes del mundo y la mayor de Estados Unidos, con 545.926 efectivos. Tiene una población total, en 2021, de 770.811 habitantes.[cita requerida]
La base tiene una superficie de 650,2 km².
Hasta el año 2000 fue un lugar designado para el censo.

## Historia
El fuerte Bragg fue fundado en el siglo XIX. Durante la Segunda Guerra Mundial, la 101ª División Aerotransportada se instaló de forma definitiva en el Fuerte Bragg.  En las postrimerías del s. XX, fue el sitio donde se entrenó la primera cohorte de los Batallones de Infantería de Reacción Inmediata.

## Geografía
La base está ubicada en las coordenadas 35°8′21″N 78°59′57″O / 35.13917, -78.99917.
Está ubicada en los condados de Cumberland, Hoke, Harnett y Moore.

## Población
- 545.926 soldados en servicio activo[cita requerida]
- 13.493 componentes de reserva y estudiantes en servicio temporal
- 14.036 empleados civiles
- 6.054 contratistas
- 69.808 familiares de personal en servicio activo
- 121.494 retirados del Ejército y familiares

## Unidades estacionadas
- Delta Force
- La 82.ª División Aerotransportada se encuentra en el Fuerte Bragg[9] desde 1948.

## Personalidades destacadas nacidas en la base
- Julianne Moore (actriz)